# Olbersleben
Olbersleben est une ancienne commune allemande de l'arrondissement de Sömmerda, Land de Thuringe.

## Géographie
|                | Ostramondra |                           |
| Großneuhausen  | Olbersleben | Rastenberg                |
| Kleinneuhausen | Ellersleben | Guthmannshausen/Mannstedt |

La gare d'Olbersleben-Ellersleben se trouve sur la ligne de Straußfurt à Großheringen.

## Histoire
Olbersleben est mentionné pour la première fois en 1264 sous le nom de "Albrechsleybyn" ou "Albrechtisleiben". Le village appartient au comté de Weimar-Orlamünde.
Pendant la Seconde Guerre mondiale, 300 prisonniers de guerre, internés militaires, hommes et femmes de France, d'Italie, de Pologne, de l'Union Soviétique et de Yougoslavie sont contraints à des travaux agricoles. Un Russe en meurt.

## Personnalités liées à la commune
- Max Meyer-Olbersleben (1850-1927), compositeur et pianiste classique.
- Hermann Reichmuth (1856-1918), membre du Reichstag.

## Source de la traduction
- (de) Cet article est partiellement ou en totalité issu de l’article de Wikipédia en allemand intitulé « Olbersleben » (voir la liste des auteurs).